# Таквим-и векаи

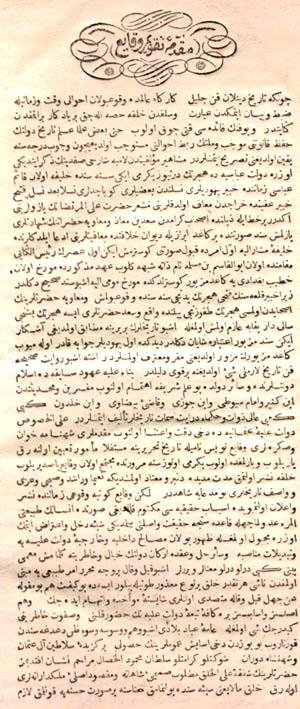
Газета «Таквим-и векаи», выпуск 1831 года, на арабском языке

Таквим-и векаи (тур. Takvim-i Vekayi, «Календарь событий») — первая официальная газета на турецком языке, выпускавшаяся в Османской империи с 1831 года. Газета начала выходить в свет при султане Махмуде II. В газете преимущественно печатались декреты того времени, распоряжения султана и описание придворных празднеств. Газета также выходила на арабском, армянском, персидском, французском и греческом языках. Официальным редактором-издателем «Таквим-и векаи» был Чапан-заде Агях-эфенди, директор почт. Но, по воспоминаниям современников, настоящим редактором и вдохновителем газеты являлся Ибрагим Шинаси-эфенди, один из видных сподвижников реформатора Решид-паши. Журналистом и сотрудником газеты «Таквим-и векаи» был поэт и писатель Нузхет Мехмед-эфенди. Газету несколько раз закрывали. Окончательно она прекратила свою деятельность с выходом газеты «Официальный вестник» (Resmî Gazete).